# Muerte: El alto coste de la vida
Muerte: El alto coste de la vida (en inglés, Death: The High Cost of Living) es la primera novela gráfica de la colección de historietas de The Sandman centrada en el personaje de Muerte de Los Eternos. Fue creada por Neil Gaiman y publicada por Vertigo. Consta de tres números, publicados mensualmente entre marzo y mayo de 1993.

## Historia editorial
Fue publicado inicialmente como tres números separados, entre marzo y mayo de 1993. Más tarde se empezó a publicar en un tomo compilado. En junio de 2021, ECC Ediciones sacó un único tomo llamado Biblioteca Sandman: Muerte, que incluye todas las obras centradas en Muerte:
1. Muerte: El alto coste de la vida
2. Muerte: Lo mejor de tu vida
3. «Muerte: Un cuento de invierno»
4. «La noria»
5. «Muerte habla sobre la vida»

## Contenido
Los tres números de este tomo son los siguientes:
1. «Capítulo 1: El espíritu de la escalera»
2. «Capítulo 2: La noche memorable»
3. «Capítulo 3: El alto coste de la vida»